# Gilles Fabien
Gilles Fabien né le 27 septembre 1978 à Cayenne (Guyane) est un footballeur français international guyanais. Il évolue au poste d'attaquant.

## Biographie

### Carrière en club
Gilles Fabien réalise sa meilleure performance en National (troisième division) lors de la saison 2006-2007. Cette saison là, il joue en effet 34 matchs et inscrit 20 buts en championnat, soit une moyenne de 0,59 but par match. Il signe alors professionnel au Stade lavallois, club ambitieux de National. Lors de la saison 2007-2008 le magazine France Football lui décerne 7 étoiles, plus haut total des joueurs lavallois. Il n'est pourtant pas conservé par le club. Les techniciens lavallois lui reprochent son manque de présence physique et d'efficacité à l'extérieur.
Au total, Gilles Fabien joue 221 matchs en National et inscrit 72 buts dans ce championnat. Il dispute également une rencontre en Ligue 2 avec le club du Mans lors de la saison 1998-1999.
Il raccroche les crampons à presque quarante ans en 2018, après six saisons à Angoulême où il inscrit plus de quarante buts.

### Parcours international
Il ne compte aucune sélection en équipe de France mais possède à son actif quelques sélections en équipe de Guyane. Il dispute les qualifications pour la Gold Cup 2015.

### Reconversion
Lors de la saison 2022-2023, il suit au CNF Clairefontaine la formation au DESJEPS mention football, et est parallèlement entraîneur de l'équipe réserve du Bourges Foot 18.

## Parcours
- 1997-1999 : Le Mans UC  France
- 1999-2001 : Tours FC  France
- 2001-2002 : ESA Brive  France
- 2002-2003 : AS Angoulême-Charente 92  France
- 2003-2004 : CS Louhans-Cuiseaux  France
- 2004-2007 : SO Romorantin  France
- 2007-2008 : Stade lavallois  France
- 2008-2009 : AS Beauvais  France
- 2009-2012 : Bergerac Foot  France
- 2012-2018 : Angoulême CFC  France

## Statistiques
- 1 match et 0 but en Ligue 2
- 221 matchs et 72 buts en National